# Leah Bracknell
Leah Bracknell, född 12 juli 1964 i Westminster i London, död 16 september 2019 i Worthing i West Sussex, var en brittisk skådespelerska, mest känd för sin roll som Zoe Tate i serien Hem till gården. Hon har även medverkat i serierna Doctors och The Royal Today. Leah Bracknell dog av lungcancer.